# Hato Pilón
Hato Pilón è un comune (corregimiento) della Repubblica di Panama situato nel distretto di Mironó, comarca di Ngäbe-Buglé, di cui è capoluogo. Si estende su una superficie di 43,7 km² e conta una popolazione di 2.356 abitanti (censimento 2010).